# I liga brazylijska w piłce nożnej (2014)
Campeonato Brasileiro Série A w roku 2014 był czterdziestym trzecim sezonem rozgrywek o mistrzostwo Brazylii. Mistrzem Brazylii zostało Cruzeiro EC, natomiast wicemistrzem Brazylii zostało São Paulo FC. Królem strzelców rozgrywek został Fred z Fluminense FC.

## Tabela końcowa
| #   | Drużyna        | M  | Z  | R  | P  | Bramki | Punkty | Uwagi                            |
| --- | -------------- | -- | -- | -- | -- | ------ | ------ | -------------------------------- |
| 1.  | Cruzeiro       | 38 | 24 | 8  | 6  | 67:38  | 80     | Copa Libertadores – Faza Grupowa |
| 2.  | São Paulo      | 38 | 20 | 10 | 8  | 59:40  | 70     | Copa Libertadores – Faza Grupowa |
| 3.  | Internacional  | 38 | 21 | 6  | 11 | 53:41  | 69     | Copa Libertadores – Faza Grupowa |
| 4.  | Corinthians    | 38 | 19 | 12 | 7  | 49:31  | 69     | Copa Libertadores – Kwalifikacje |
| 5.  | Atletico-MG    | 38 | 17 | 11 | 10 | 51:38  | 62     |                                  |
| 6.  | Fluminense     | 38 | 17 | 10 | 11 | 61:42  | 61     |                                  |
| 7.  | Gremio         | 38 | 17 | 10 | 11 | 36:24  | 61     |                                  |
| 8.  | Atletico-PR    | 38 | 15 | 9  | 14 | 43:42  | 54     |                                  |
| 9.  | Santos         | 38 | 15 | 8  | 15 | 42:35  | 53     |                                  |
| 10. | Flamengo       | 38 | 14 | 10 | 14 | 46:47  | 52     |                                  |
| 11. | Sport Recife   | 38 | 14 | 10 | 14 | 36:46  | 52     |                                  |
| 12. | Goias          | 38 | 13 | 8  | 17 | 38:40  | 47     |                                  |
| 13. | Figueirense    | 38 | 13 | 8  | 17 | 37:47  | 47     |                                  |
| 14. | Coritiba       | 38 | 12 | 11 | 15 | 42:45  | 47     |                                  |
| 15. | Chapecoense-SC | 38 | 11 | 10 | 17 | 39:44  | 43     |                                  |
| 16. | Palmeiras      | 38 | 11 | 7  | 20 | 34:59  | 40     |                                  |
| 17. | Vitoria        | 38 | 10 | 8  | 20 | 37:54  | 38     | Spadek do Serie B                |
| 18. | Bahia          | 38 | 9  | 10 | 19 | 31:43  | 37     | Spadek do Serie B                |
| 19. | Botafogo RJ    | 38 | 9  | 7  | 22 | 31:48  | 34     | Spadek do Serie B                |
| 20. | Criciuma       | 38 | 7  | 11 | 20 | 28:56  | 32     | Spadek do Serie B                |

Aktualne na 17 września 2017. Źródło: https://www.flashscore.pl/pilka-nozna/brazylia/serie-a-2014/tabela/
Zasady ustalania kolejności: 1. liczba zdobytych punktów; 2. różnica zdobytych bramek; 3. większa liczba zdobytych bramek.